# Mai 1929

## Événements
- Chine : rupture des seigneurs de la guerre Yan Xishan et Feng Yuxiang avec Tchang Kaï-chek dans la guerre des plaines centrales (fin le 4 novembre 1930).

- 1er mai : manifestation communiste à Berlin malgré l’interdiction. La police fait feu sur les manifestants, la répression fait 15 à 33 morts.

- 4 mai : l'Union soviétique envahit le nord-est de l'Afghanistan pour lutter contre les insurgés Basmatchis qui y avaient trouvé refuge deux mois plus tôt.

- 5 mai : Targa Florio.

- 8 mai : le pilote américain Soucek bat le record d'altitude sur un Wright Apache : 11 930 mètres.

- 19 mai :
  - Manifestations à Madagascar[1].
  - Exposition universelle de Barcelone.
  - Grand Prix des Frontières.

- 19 au 26 mai : un équipage américain améliore le record de durée avec ravitaillement en vol sur un Ryan B-1 : 172 heures et 32 minutes.

- 23 mai : en Afghanistan, les Saqqawistes s'emparent de la ville de Qalât après un siège de quatre jours. Le même jour, le roi Amanullah Khan quitte le pays, laissant la lutte contre les Saqqawistes à son frère Nadir.

- 25 mai : fondation du Parti de l'indépendance islandais qui deviendra le premier parti du pays.

- 26 mai : le pilote allemand Neuenhofen bat le record d'altitude sur un Junkers W 34 : 12 739 mètres.

- 30 mai : 
  - victoire travailliste aux élections au Royaume-Uni avec 288 sièges (260 aux conservateurs, 59 aux libéraux).
  - 500 miles d'Indianapolis.

## Naissances
- 2 mai : Édouard Balladur, homme politique français.
- 4 mai : Audrey Hepburn, actrice américaine († 20 janvier 1993).
- 7 mai : Jacques Jullien, évêque catholique français, archevêque émérite de Rennes († 10 décembre 2012).
- 10 mai : 
  - Antonine Maillet, romancière canadienne († 17 février 2025).
  - Peter Charles Newman, journaliste canadien.
- 12 mai : Sam Nujoma, Homme politique namibien († 8 février 2025).
- 18 mai : Walter Pitman, politicien canadien († 12 juin 2018).
- 20 mai : Marcelino dos Santos, homme politique et poète mozambicain († 11 février 2020).
- 29 mai : Peter Higgs, physicien britannique († 8 avril 2024).
- 30 mai : 
  - Georges Gilson, évêque catholique français, archevêque émérite de Sens-Auxerre († 27 novembre 2024).
  - Frank Jacobs, Scénariste de bandes dessinées américain († 5 avril 2021).
- 31 mai : 
  - Oqtay Zulfugarov, chef d'orchestre, violoncelliste et enseignant azerbaïdjanais (†  31 août 2016).
  - Joseph Bernardo, nageur français († 6 décembre 2023).

## Décès
- 25 mai : Albéric Ruzette, homme politique belge (° 22 juillet 1866).